# Claviger bartoni
Claviger bartoni – chrząszcz z rodziny kusakowatych, podrodziny Pselaphinae.

## Występowanie
Występuje w Grecji.